# Епархия Жалиса
Епархия Жалиса (лат. Dioecesis Ialespolitanus) — епархия Римско-Католической церкви с центром в городе Жалис, Бразилия. Епархия Жалиса входит в митрополию Сан-Жозе-ду-Риу-Прету. Кафедральным собором епархии Жалиса является церковь Успения Пресвятой Девы Марии.

## История
12 декабря 1959 года Римский папа Иоанн XXIII издал буллу «Ecclesia sancta», которой учредил епархию Жалиса, выделив её из епархии Сан-Жозе-ду-Риу-Прету. 

## Ординарии епархии
- епископ Arturo Gerrit João Hermanus Maria Horsthuis (1960—1968)
- епископ Luíz Eugênio Pérez (1970—1981)
- епископ Luiz Demétrio Valentini (1982 — по настоящее время)

## Источник
- Annuario Pontificio, Ватикан, 2007
- Булла  Ecclesia sancta, AAS 52 (1960), p. 869  (лат.)